# Mikiyo Ohno
Mikiyo Ohno (del japonés: 大野幹代 ‘Ohno Mikiyo’). (n. 17 de junio de 1974 en la Tokio, Japón) es una actriz, modelo, cantante y ex-ídol japonesa, activa en la década de los 90. Fue miembro del grupo ídol CoCo.

## Biografía
Inició en el mundo del espectáculo en el año 1988, pero debutó al año siguiente en el programa televisivo Paradise gogo!! de Fuji Television, ese mismo año formó parte del grupo ídol CoCo.
En 1992 liberó su primer sencillo en solitario, llamado: "Yurushite" y en 1993 su segundo tema titulado; "Furueru Kesshin". Tras la separación de CoCo, en 1995 comenzó una carrera como actriz de cine clase V en el film Heart Ni S y participó también en la saga de películas Zero WOMAN.
Mikiyo apareció en el videojuego de película interactiva; "Murder on the Eurasia Express", lanzado en noviembre de 1998 para la consola PlayStation.
En 1999 se unió a la banda Love Trace como vocalista, con la que solo liberó un álbum.

## Retiro y vida personal
Contrajo nupcias en 2002 con un empresario. Tras el nacimiento de su único hijo en 2003 se retiró del mundo del espectáculo.

## Singles
- [1992.07.01] Yurushite...
- [1993.05.21] Furueru Kesshin

## PhotoBooks
- [1993.09] NOVA LUNA
- [1995.06] The Wind Rose...
- [1996.02] true blue
- [1997.10] scarlet
- [2002.06] Digital Shashin Shou Ou Vol. 1-4

## Filmografía
- Heart ni S (1995)
- Zero WOMAN (1995)
- Biyou Aesthetic Tantei Akuma no Fiance (2000)